# Roman Salimov
Roman Rafekovich Salimov (tiếng Nga: Роман Рафекович Салимов; sinh ngày 24 tháng 3 năm 1995) là một cầu thủ bóng đá người Nga. Anh thi đấu cho FC Luki-Energiya Velikiye Luki.

## Sự nghiệp câu lạc bộ
Anh ra mắt tại Giải bóng đá ngoại hạng Nga vào ngày 21 tháng 3 năm 2015 cho F.K. Arsenal Tula trong trận đấu với P.F.K. CSKA Moskva.
Anh thi đấu cho đội một của F.K. Kuban Krasnodar tại Cúp quốc gia Nga.